# Trascastro de Luna
Trascastro de Luna es una localidad perteneciente al municipio de Riello, en la provincia de León, comunidad autónoma de Castilla y León. A pesar de su nombre, proveniente de los condes de Luna, está situada en la ribera del Omaña.

## Geografía física

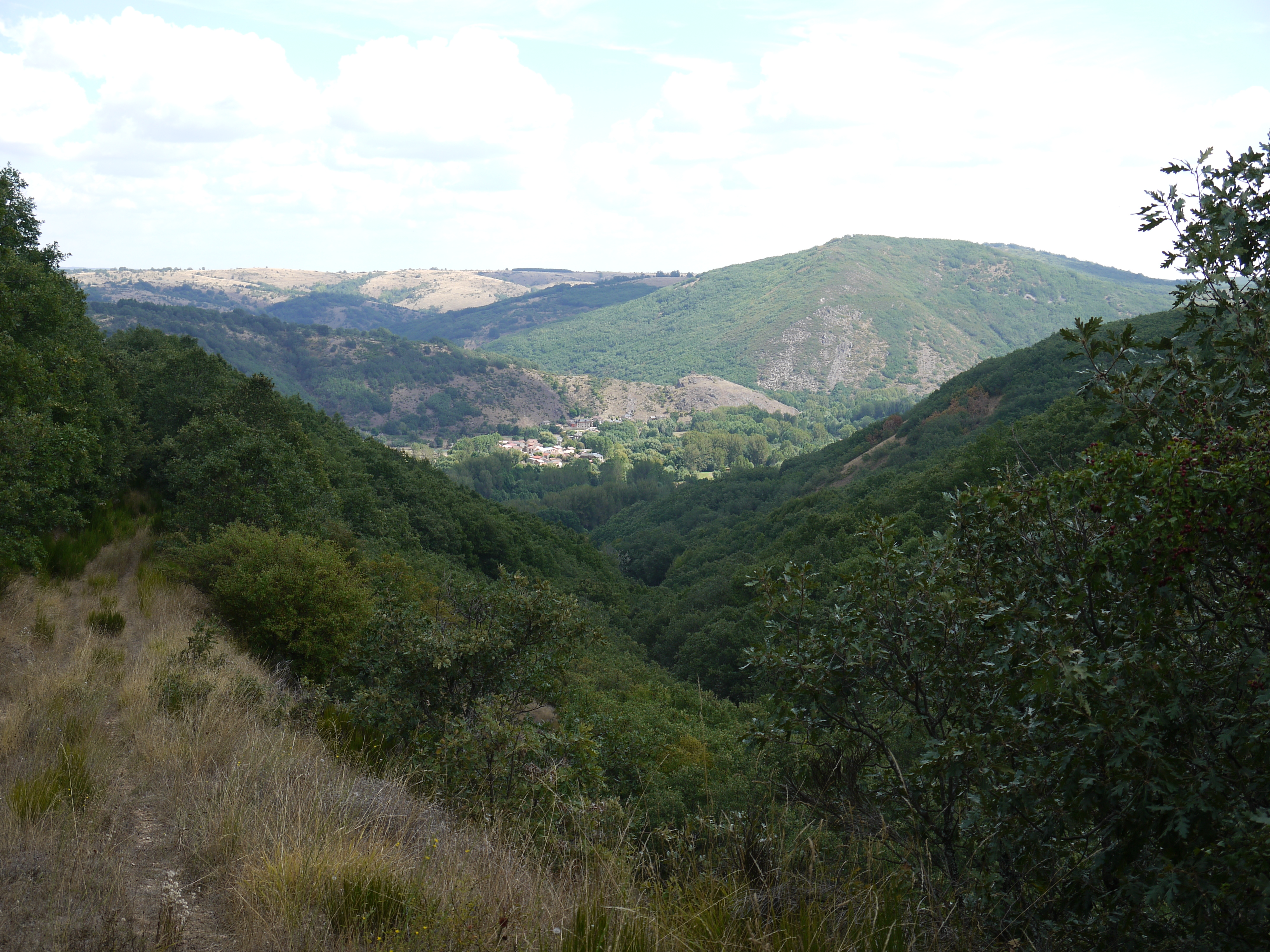
Vista general de la ubicación de Trascastro en el valle del Omaña

Trascastro se encuentra a unos 990 m s. n. m. en el valle del Omaña, en el punto en donde se une a este el río Soto. Su nombre no alude al río Luna, que confluye con el Omaña unos 15 km más al sur, sino al condado de Luna. Se ubica en el límite sur de la cordillera Cantábrica y al este de la sierra de Gistredo. Según la clasificación climática de Köppen, pertenece a la zona Csb, que corresponde a un clima de transición entre el  mediterráneo y el atlántico, con veranos suaves en los que la media del mes más cálido supera los 10 °C durante cinco o más meses pero no rebasa los 22 °C. Las medias anuales medias están por debajo de los 9 °C, y las precipitaciones cerca de los 1000 mm anuales, con veranos secos.

## Geografía humana
Según los datos del Instituto Nacional de Estadística de España, Trascastro de Luna contaba con veintiún habitantes en 2015, de los que doce eran hombres y nueve mujeres. Según los datos de Madoz, a mediados del siglo XIX el pueblo tenía 110 habitantes.  El descenso demográfico es consecuencia de la emigración que se produjo durante el siglo XX y del consiguiente envejecimiento de la población, una muestra del fenómeno de éxodo rural común a la mayoría de aldeas y poblaciones pequeñas en multitud de países.
| Gráfica de evolución demográfica de Trascastro de Luna entre 2000 y 2015                              |
| |
| Población según la relación de unidades poblacionales del Instituto Nacional de Estadística (España). |

## Historia
Los restos arqueológicos del asentamiento romano del  Pico del Jardón constituyen los primeros indicios de presencia humana en Trascastro de Luna. En tiempos de la ocupación romana, existían explotaciones auríferas en la zona, como evidencian cinco galerías halladas en 2005, que pudieran ser contemporáneas de Las Médulas. Otro indicio de romanización es la llamada Rodera Asturiana que contaba con un ramal que conectaba Astorga y Quintana del Castillo con Asturias a través de Inicio y Trascastro. En el siglo XV, la población pasó a formar parte del señorío del conde de Luna, cuya familia, los Quiñones ya estaba en tenencia del castillo ubicado en la población por lo menos desde la segunda mitad del siglo XIV. La población estaba integrada en el concejo de Luna de Abajo hasta que se constituyó el municipio de Riello en el siglo XIX, del que entró a formar parte.

## Castillo de Trascastro
El castillo de Trascastro, un torreón de planta rectangular, formaba parte de las defensas del reino asturleonés contra las incursiones musulmanas. Se documenta que la familia Quiñones utilizaba el castillo para controlar el tráfico de los puertos de la cordillera Cantábrica. En el siglo XIV perteneció a don Tello, hermano de Enrique II de Trastámara. A raíz del conflicto por la corona del reino de Castilla, Pedro el Cruel confiscó el castillo y lo cedió a Suero Pérez de Quiñones por su apoyo, aunque poco tiempo después lo mandó destruir al surgir desavenencias estre los dos. El castillo jamás se reconstruyó y de su torre y murallas de mampostería solo quedan restos de las paredes.